# 올림픽 볼리비아 선수단
볼리비아는 제11차 하계 올림픽(1936)과 제7차 동계 올림픽(1956)에서 처음으로 모습을 드러냈는데, 두 대회 모두 1932년 창립 이래 볼리비아 올림픽 위원회의 후원으로 이루어졌으며, 1936년 국제 올림픽 위원회. 1980년 하계 올림픽 보이콧 기간 동안 제22차 대회를 제외하고는 제16차 대회(1964년)부터 하계 올림픽에 정기적으로 참가했다.
볼리비아는 아직 올림픽 메달을 획득하지 못했다. 이는 남미의 다른 어떤 국가와도 비교할 수 없는 차별점이다. 팀 이벤트 순위에서 가장 좋은 결과는 제25회 하계 올림픽(1992)의 육상 경기였다. 여자 4x400m 계주팀은 15개 팀 중 14위를 차지했다. 개인 종목 순위의 가장 좋은 결과는 제31회 하계 올림픽(2016)의 육상 부문이었다. 여자 20km 경보에서 앙헬라 카스트로(Ángela Castro)는 74명의 선수 중 18위를 차지했다.

## 대회별 메달 집계
| 경기                  | 선수          | 금   | 은   | 동   | 합계 | 순위 |
| 1936년 베를린         | 1             | 0    | 0    | 0    | 0    | –    |
| 1948년 런던           | 불참          |      |      |      |      |      |
| 1952년 헬싱키         | 불참          |      |      |      |      |      |
| 1956년 멜버른         | 불참          |      |      |      |      |      |
| 1960년 로마           | 불참          |      |      |      |      |      |
| 1964년 도쿄           | 1             | 0    | 0    | 0    | 0    | –    |
| 1968년 멕시코시티     | 4             | 0    | 0    | 0    | 0    | –    |
| 1972년 뮌헨           | 11            | 0    | 0    | 0    | 0    | –    |
| 1976년 몬트리올       | 4             | 0    | 0    | 0    | 0    | –    |
| 1980년 모스크바       | 불참          | 불참 | 불참 | 불참 | 불참 | 불참 |
| 1984년 로스앤젤레스   | 11            | 0    | 0    | 0    | 0    | –    |
| 1988년 서울           | 7             | 0    | 0    | 0    | 0    | –    |
| 1992년 바르셀로나     | 13            | 0    | 0    | 0    | 0    | –    |
| 1996년 애틀랜타       | 8             | 0    | 0    | 0    | 0    | –    |
| 2000년 시드니         | 5             | 0    | 0    | 0    | 0    | –    |
| 2004년 아테네         | 7             | 0    | 0    | 0    | 0    | –    |
| 2008년 베이징         | 7             | 0    | 0    | 0    | 0    | –    |
| 2012년 런던           | 6             | 0    | 0    | 0    | 0    | –    |
| 2016년 리우데자네이루 | 12            | 0    | 0    | 0    | 0    | –    |
| 2020년 도쿄           | 5             | 0    | 0    | 0    | 0    | –    |
| 2024년 파리           | 미래의 이벤트 |      |      |      |      |      |
| 2028년 로스앤젤레스   | 미래의 이벤트 |      |      |      |      |      |
| 2032년 브리즈번       | 미래의 이벤트 |      |      |      |      |      |
| 합계                  | 합계          | 0    | 0    | 0    | 0    | –    |

| 경기                         | 선수          | 금            | 은            | 동            | 합계          | 순위          |
| 1956년 코르티나담페초        | 1             | 0             | 0             | 0             | 0             | –             |
| 1960년 스쿼밸리              | 불참          |               |               |               |               |               |
| 1964년 인스부르크            | 불참          |               |               |               |               |               |
| 1968년 그르노블              | 불참          |               |               |               |               |               |
| 1972년 삿포로                | 불참          |               |               |               |               |               |
| 1976년 인스부르크            | 불참          |               |               |               |               |               |
| 1980년 레이크플래시드        | 3             | 0             | 0             | 0             | 0             | –             |
| 1984년 사라예보              | 3             | 0             | 0             | 0             | 0             | –             |
| 1988년 캘거리                | 6             | 0             | 0             | 0             | 0             | –             |
| 1992년 알베르빌              | 5             | 0             | 0             | 0             | 0             | –             |
| 1994년 릴레함메르            | 불참          |               |               |               |               |               |
| 1998년 나가노                | 불참          |               |               |               |               |               |
| 2002년 솔트레이크시티        | 불참          |               |               |               |               |               |
| 2006년 토리노                | 불참          |               |               |               |               |               |
| 2010년 밴쿠버                | 불참          |               |               |               |               |               |
| 2014년 소치                  | 불참          |               |               |               |               |               |
| 2018년 평창                  | 2             | 0             | 0             | 0             | 0             | –             |
| 2022년 베이징                | 2             | 0             | 0             | 0             | 0             | –             |
| 2026년 밀라노-코르티나담페초 | 미래의 이벤트 | 미래의 이벤트 | 미래의 이벤트 | 미래의 이벤트 | 미래의 이벤트 | 미래의 이벤트 |
| 합계                         | 합계          | 0             | 0             | 0             | 0             | –             |

## 같이 보기
- 분류:볼리비아의 올림픽 참가 선수
- 동계 올림픽에 참가한 열대 국가